# (8123) Canaletto
(8123) Canaletto ist ein Asteroid des Hauptgürtels, der am 26. März 1971 von dem niederländischen Astronomenehepaar Cornelis Johannes van Houten und Ingrid van Houten-Groeneveld entdeckt wurde. Die Entdeckung geschah im Rahmen des First Trojan-Survey von 1971, bei dem von Tom Gehrels mit dem 120-cm-Oschin-Schmidt-Teleskop des Palomar-Observatoriums aufgenommene Feldplatten an der Universität Leiden durchmustert wurden.
Der Asteroid wurde am 2. April 1999 nach dem italienischen Veduten- und Landschaftsmaler Giovanni Antonio Canal (1697–1768), genannt Canaletto benannt, der hauptsächlich Ansichten von Venedig und London malte. Er sollte keinesfalls mit seinem Neffen Bernardo Bellotto verwechselt werden, der denselben Künstlernamen verwendete.